# 新奧本鎮區 (明尼蘇達州錫布利縣)
新奧本鎮區（英語：New Auburn Township）是位於美國明尼蘇達州錫布利縣的一個行政鎮區。

## 歷史
新奧本鎮區於1858年成立，得名自紐約州的奧本。

## 地方資料
新奧本鎮區的面積為92.07平方千米，當中陸地面積為83.15平方千米，而水域面積為8.92平方千米。根據2020年美國人口普查的數據，當地共有人口387人，而人口密度為每平方千米4.2人。